# Rathaus Elsterwerda

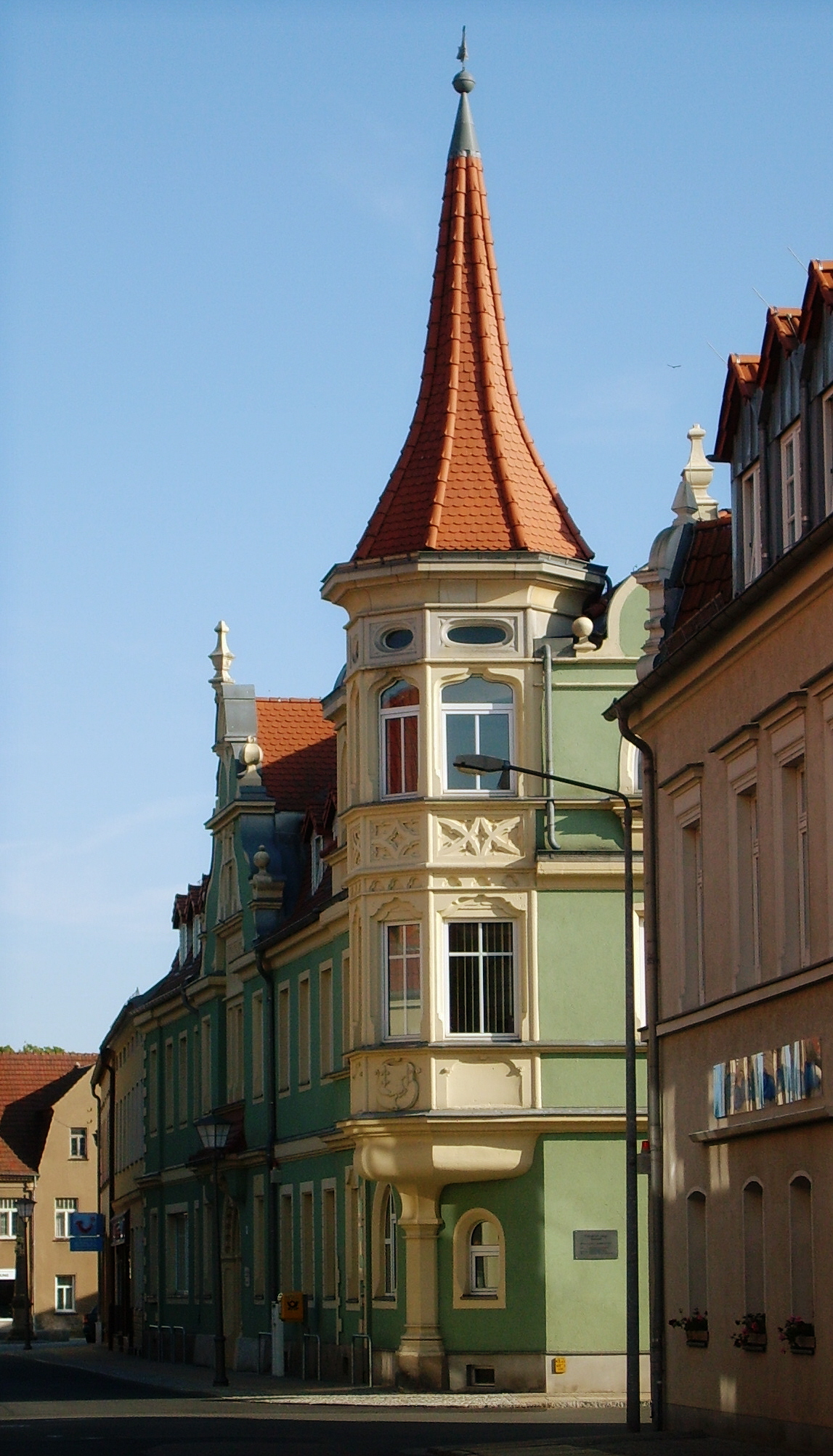
Rathaus Elsterwerda

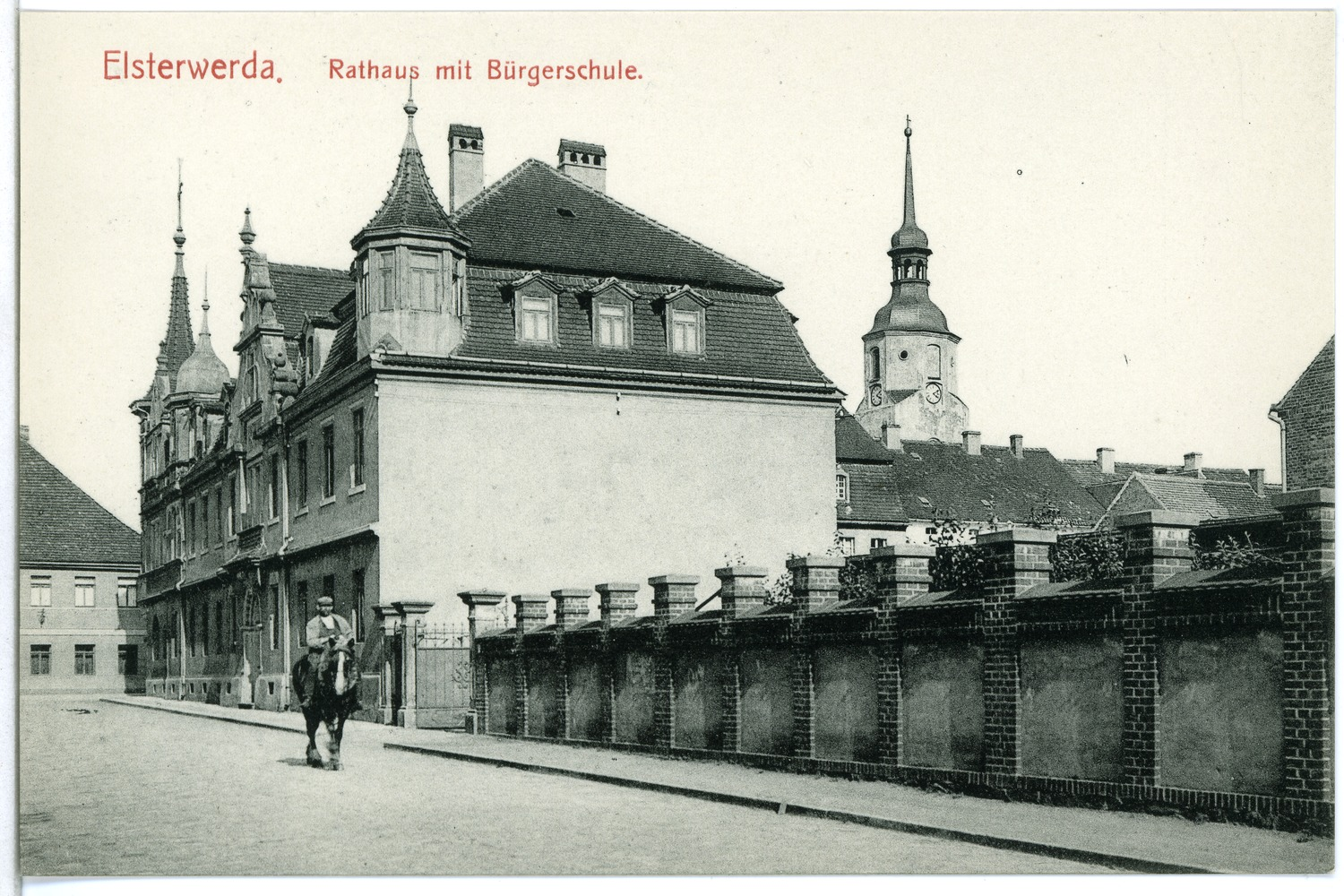
Rathaus Elsterwerda (1910)

Das Elsterwerdaer Rathaus ist eines der ältesten Gebäude der südbrandenburgischen Stadt Elsterwerda im Landkreis Elbe-Elster. Es befindet sich an der Ecke Hauptstraße/Friedrich-Jage-Straße in unmittelbarer Nähe der evangelischen Katharinenkirche. Bereits im Elsterwerdaer Stadtbuch von 1711 wurde das Gebäude als Gasthof und Posthaus erwähnt.

## Geschichte
Die Häuserzeile gegenüber der Kirche St. Katharina ist wahrscheinlich der älteste Teil der Stadt Elsterwerda. Bereits im 16. Jahrhundert wurde diese auf der Oederschen Karte gezeigt.
Die Besitzer der ehemaligen Wohn- und Feuerstädte Nr. 7 waren 1556 ein Melchior Schirmer, 1609 Abraham Schirmer (um 1641 Bürgermeister) und ab 1692 Christian Schirmer. Es folgen noch weitere Besitzerwechsel und im Elsterwerdaer Stadtbuch von 1711 heißt es über das Haus:
„Ist ein Gasthof und Posthaus wie auch brauberechtigt, hat 40 gangbare Schocke, ein Taler Geschoss, eine Hufe Landes, tut 5 Tage Herrschaft Dienst …“
Der Rat der Stadt erwarb 1879 das Gebäude der Posthalterei für 26400 Mark vom Posthalter Mittag. Anschließend wurde es als Rathaus und Amtsgericht eingerichtet. Zuvor hatten die Sitzungen der Stadtverordneten bis 1866 in deren Privatwohnungen stattgefunden, beziehungsweise im 1865 von der Stadt erworbenen Gebäude des heutigen Hotels Weißes Ross, welches 1879 an den Gastwirt Gehre wieder verkauft wurde.
Erste Umbaumaßnahmen nahm 1897 Maurermeister Friedrich Jage vor. Dazu wurde das benachbarte Grundstück des Obergärtners Thiemig von der Stadt aufgekauft, niedergerissen und ein Durchbruch zur parallel der Hauptstraße verlaufenden Elsterstraße geschaffen. Diese neue Straße erhielt zunächst den Namen Amtsstraße und wurde 1928 in Friedrich-Jage-Straße umbenannt. Das Rathaus wurde im Zuge der von Jage durchgeführten Umbauarbeiten erweitert und erhielt ein Ecktürmchen. Seine heutige Gestalt erhielt es 1912 bei neuen umfangreichen Baumaßnahmen. Es wurden drei weitere Türmchen aufgesetzt, zwei neue Eingänge eingebaut und der neugeschaffene Sitzungssaal, wurde nach Plänen des Dresdner Kunstmalers Baranowsky ausgestattet. Die erste öffentliche Sitzung fand hier am 15. November 1912 statt. Weitere bedeutende Renovierungen des Hauses wurde nach dem Zweiten Weltkrieg 1948, anlässlich der 750-Jahr-Feier 1960/61 und kurz nach der politischen Wende in der DDR 1993/94 vorgenommen.
Am 6. April 1995 wurden der Dachstuhl und die Innenräume durch Brandstiftung vollständig zerstört. Der Wiederaufbau des Gebäudes begann am 3. Juli 1995. Bereits am 28. August 1996 wurden die Arbeiten des Wiederaufbaus beendet und das Haus seiner Bestimmung übergeben. Am 2. Mai 1996 richtete der damalige Bürgermeister Peter Schwarz die sich auf der Spitze des Eckturms befindende Elster in Richtung Gewerbegebiet-Ost aus.